# Impuestos visigodos
Los impuestos visigodos fueron las cargas fiscales a las que estaban sometidos los visigodos y los romanos en el Reino de Toledo.
Los principales impuestos que regían durante el dominio visigodo eran el impuesto de aduanas y el de comercio.
Durante el Bajo Imperio, existía una tesorería encargada de realizar los pagos al ejército, llamada Sacrarum Largitionum, que desapareció con los visigodos, aunque se mantuvieron dos de los impuestos que antes se recaudaban (los citados derechos aduaneros y los impuestos a los comerciantes). Las otras dos tesorerías romanas (la del Prefecto del Pretor y la de la Res privata) persistieron y quizás, en su máximo rango, se unificaron bajo el gobierno del Conde del Patrimonio (Comes Patrimonii) sucesor del funcionario imperial que llevaba el título de Comes Res Privata, cargo que probablemente estuvo en manos de los romanos (el único conocido, Escipión, tiene nombre romano y ejerció su cargo en el año 592).
Parecen haber desaparecido dos impuestos importantes del Imperio: el aurum coronarium y el aurum tironicum (oro de las coronas y oro del reclutamiento, exigidos anteriormente por el gobierno imperial, el primero en substitución de las coronas ofrecidas al Emperador en su ascenso al trono y a otros cargos por haber realizado hazañas importantes, y el segundo para evitar el reclutamiento de ciudadanos).
No se podían eludir los impuestos mediante ventas, donaciones o herencias, pues el nuevo propietario debía asumir los impuestos pendientes junto a los que se meritaban desde la adquisición. Los traspasos destinados secretamente a perjudicar al Tesoro estaban severamente sancionados. Los que se negaban a pagar el impuesto territorial veían sus tierras vendidas por el Exactor. Incluso las autorizaciones reales para no pagar los impuestos eran inválidas, ya que eran contrarias a la ley y ni siquiera el rey estaba por encima de ella.

## El impuesto de aduanas
El Impuesto de derechos aduaneros se recaudaba en las fronteras y puertos.

## El impuesto de comercio
El impuesto de comercio era exigible a los comerciantes, incluso del clero (pues algunos clérigos, a pesar de estar legalmente prohibido, se dedicaban al comercio) y soldados, que antes estaban exentos de pagarlo.

## Otros impuestos
Había otros impuestos (que afectaban tanto a las tierras reales como a las propiedades particulares): el impuesto sobre la tierra cultivable, el impuesto sobre los viñedos, el impuesto sobre las casas y el impuesto personal sobre los esclavos (hombres o mujeres). Estos impuestos se exigían casi de la misma manera durante el Imperio Romano.

## Los recaudadores de impuestos
Los impuestos eran arrendados o recaudados por funcionarios de diversos rangos, según el tipo de impuesto del que se trataba, aunque la mayoría de los recaudadores eran funcionarios locales.

### Arrendamiento de la recaudación de impuestos
El impuesto de aduanas era recaudado por arrendatarios, que recibían el arrendamiento en un plazo de tres años. Los arrendatarios de la recaudación de éste impuesto no podían recaudar más de lo establecido, bajo pena de muerte.

### Los Telonarios
Las disputas entre extranjeros (en los puertos) eran juzgadas por los Telonarii que se supone que eran funcionarios contratados por los mismos comerciantes para recaudar en los lugares y ofrecer estos pagos a los arrendatarios de la recaudación.

### Losnumerarii
Otros recaudadores de impuestos eran los numerarii, encargados de recaudar para el gobierno central, los cuales eran nombrados por un funcionario palatino llamado Comes Patrimonii. Los numerarii recaudaban los impuestos a las res dominica (tierras del rey) que se incrementaban periódicamente con legados y confiscaciones. Los ingresos de las tierras reales se destinaban al mantenimiento de la casa real.

### LosExactor
La tarea de la recaudación de los impuestos fuera de las tierras reales correspondía a los curiales de cada localidad, bajo la dirección de un funcionario nombrado Exactor, escogido anualmente entre los miembros de la cúria (se sabe que en algunas ciudades el cargo tenía una duración de dos años, sin que éste límite pudiera ser superado, habiendo de vigilar la limitación temporal el Iudex provincial). El Exactor aceptaba el cargo ante los curales y el pueblo, registrándose en acta y notificándose enseguida al Iudex. Aquellos que estaban registrados como electores eran responsables de resarcir, en su caso, los fraudes que cometiera el exactor. A veces los Exactor exigían el pago de un impuesto ya satisfecho, embolsándose el segundo pago.

### LosTabulariusy losSusceptores
De los Exactors dependían unos funcionarios de confianza llamados Tabularius, hombres libres (aunque seguramente de baja condición social) encargados de solicitar el pago del impuesto, y otros funcionarios designados por la cúria, llamados Susceptores, encargados de la tarea de acudir a las propiedades para percibir la recaudación.

### LosCompulsores,DiscussoresyRetentatores
La recaudación de impuestos estaba complementada y supervisada por funcionarios del gobierno central: los Compulsores, encargados de recaudar los atrasos; y los Discussores, que controlaban el buen funcionamiento de la maquinaria recaudatoria. Si el rey perdonaba un impuesto determinado del cual ya se hubiera pagado una parte (el rey no podía liberar a nadie de pagar los impuestos en general), lo que debía ocurrir con cierta frecuencia (seguramente cuando los sujetos del impuesto reclamaban la cantidad o su situación hacía desaconsejable su percepción), existían funcionarios llamados Retentatores que recibían la parte pagada del funcionario que la había recaudado y la ingresaban en el tesoro, condonando el resto del impuesto.

## Las deudas impositivas
Las ventas, donaciones o herencias para evitar impuestos no se podían llevar a cabo pues el nuevo propietario estaba obligado a asumir las deudas tributarias, y no era admisible frente a la ley un pacto contrario. Todo traspaso destinado a perjudicar al Tesoro estaba severamente penado. La negativa reiterada a pagar el impuesto conllevaba la venta de las tierras por parte del Exactor. Incluso la autorización real para no pagar el impuesto perdía validez.
Las ventas de las propiedades de los defraudadores o morosos se llevaban a cabo de forma muy rápida y a bajo precio, con pocos beneficios para el Tesoro, el deudor lo perdía todo. Se cree que los Exactors llegaban a un acuerdo con los compradores, los cuales ofrecían al Exactor una compensación (probablemente una parte de la diferencia entre el precio de compra y el valor auténtico).

## Irregularidades en la recaudación
El procedimiento irregular que hemos visto anteriormente para el caso de vendas de bienes de deudores o defraudadores, no era el único. Sin duda se debían llevar a cabo diversas prácticas corruptas. Sabemos que los recaudadores y otros funcionarios tenían prohibido poner obstáculos a los siervos de otros nobles y a los bueyes con arados de los granjeros, para la realización de trabajos por los cuales se satisfacía un impuesto.
El gobernador provincial (y también las cúrias) estaban obligados a investigar cualquier denuncia sobre actuaciones incorrectas de los Exactors, y si no realizaban la investigación podían ser multados con 2.160 sueldos. El Exactor considerado culpable de varios abusos podía ser condenado a pena de muerte y la restitución de cuatro veces lo robado. El Iudex o gobernador provincial estaba obligado a recorrer la provincia para escuchar las quejas de los grandes y pequeños terratenientes sobre la recaudación de los impuestos.